# 슈퍼탤런트 오브 더 월드
슈퍼탤런트 오브 더 월드 (SuperTalent of The World)는 2011년에 최영철 (기업인)과 토마스 질리아쿠스가 창립하여 봄에는 아시아에서, 가을에는 유럽에서 개최하는 슈퍼모델, 팝 아티스트, 영화배우, 댄싱챔피언을 선발하는 글로벌 오디션 텔레비전 프로그램이다.
입상자들은 로레알, 엘르, 보그 등의 패션잡지와 런던, 파리, 밀란 등 패션위크, 칸, 베니스, 베를린 등 영화제에 글로벌 셀럽으로 활동하고 있다. 유닛인 SWG 파리 패션 위크는 파리패션위크 동안에 개최되는 전 세계 패션디자이너들의 쇼 케이스이다.
매 시즌마다 199 개국에 걸쳐 수천 명의 모델들이 참가신청을 한다.

## 시즌 5
2014년 12월에 YuuZoo Corporation, 타임즈 그룹, 한국영화배우협회가 주최하여 세빛둥둥섬에서 개최되었으며 인디아의 '스웨타 라이'가 차지하였다.

## 시즌 6
2016년 5월에 YuuZoo Corporation, KBS My K모바일이 주최, KR모터스(KR Motors), NC 다이노스, 전주국제영화제, 전주한옥마을, 대전광역시가 제작지원하였으며, 체코의 ' 나탈리 스테이스칼로바'가 우승을 차지하였다.

## 시즌 7
2016년 11월에 YuuZoo Corporation, 패션원이 주최하고 2018년 평창 동계 올림픽 및 패럴림픽 조직위원회, 알펜시아 리조트, 제천시,제천 한방엑스포, KBS한국방송공사 보도본부, 싸이더스iHQ, 패션그룹 형지, 시슬리 코스메틱, 쥬리아화장품, 제시인뉴욕, 서울종합예술실용학교 (Seoul Arts College)이 제작지원하였으며, 페루의 '밀레 피구에로아', 체코의 '폴리나 펠로바'가 공동우승을 차지하였다.

## 시즌 8
2017년 5월에 고양국제꽃박람회(Goyang International Flower Festival), YuuZoo Corporation이 주최하고 킨텍스, 2017년 FIFA U-20 월드컵, 중흥건설, 중흥 골드스파&리조트, 전주국제영화제, 전주 남부시장, 종로구, 인사동 문화거리, (주)SRT, 남산골한옥마을, 하우동천 질경이, 벤쿠버패션위크, 뉴욕업타운패션위크, 아마다파리패션위크, 홍콩패션디자이너협회가 제작지원하였으며, 결선은 5월 13일 고양국제꽃박람회 한울광장 특설무대에서 열렸고, 멕시코의 '나오미 몬드라곤'이 우승을 차지하였다.슈퍼탤런트 패션위크를 처음 선 보였다.

## 시즌 9
2017년 10월에 개최된 시즌 9은 대구광역시, MBC 대구, 경인일보, 뉴스1, 아바타TV, YuuZoo Corporation이 주최, 주관하고 토니모리, 대구도시철도공사, 한국패션산업연구원, 수원시, 용인시, 안양시, 광명시, 충북 영동군, 대한역도연맹, 인제대학교 백병원, 성수의료재단, 프로포뮬라. 양평 국제가면무도회, 지에프씨 등이 제작지원 및 후원하며, 결선은 10월 29일 더케이호텔에서 개최되었으며, 몰도바의 '나탈리아 바른체코'가 우승을 차지하였다. 슈퍼탤런트 패션위크는 DTC(대구텍스타일콤플렉스)에서 개최되었다.

## 시즌 10
2018년 5월에 개최된 시즌 10은 YuuZoo Corporation이 주최하고, 송도컨벤시아, 인천국제공항, 명동상가상인회, 명동관광특구협의회, 명동예술극장이 제작지원하였다. 특히, 명동예술타운에서 180미터 슈퍼탤런트 패션위크 레드카펫 패션쇼, 인천국제공항 슈퍼탤런트 패션위크로 새로운 패션 크루즈를 선보였다. 결선은 5월 11일 송도컨벤시아에서 개최되었으며, 스페인의 '알렉시아 나바로'가 우승을 차지하였다.

## 시즌 11
슈퍼탤런트 시즌11은 2018년 11월1일부터 10일까지 스위스의 융프라우와 첩보영화 007 시리즈의 무대였던 쉴튼호른 패션 런웨이를 거쳐 동종업계 세계 최초로 프랑스 파리 에펠탑에서 결선이 열렸다. 네덜란드의 에카테리나 센초바가 우승을 차지하였다.

## 시즌 12
슈퍼탤런트 시즌12는 2019년 4월29일부터 5월10일까지 대한민국의 인천, 무주, 전주한옥마을 서울에서 개최되었으며, 세계결선은 서울드래곤시티에서 개최되었으며, 러시아의 라마 아키노바가 1위를 차지하였다.

## 시즌 13
슈퍼탤런트 시즌13은 2019년 10월17일부터 11월2일까지 프랑스의 파리, 마르세유, 니스, 깐느, 모나코, 이태리의 밀라노, 베로나, 베니스, 피사, 피렌체, 나폴리, 카프리섬, 로마 등 24개 도시에서 쇼케이스후, 로마 카발리에리 힐튼 월도르프 아스토리아 리조트에서 개최되었다. 프랑스의 'Myriam Cassim'가 우승을 차지하였다.

## 시즌 14
슈퍼탤런트 시즌14는 2022년 3월 21일 부터 3월 30일까지 아부다비. 아라비아 사막,두바이에서 개최되는 슈퍼탤런트 오브 더 월드의 14회 대회이다 결선은 3월 26일 두바이의 Dubai Festival City에서 개최되었다.루마니아의 '알렉산드라 스토어'가 우승을 차지하였다.

## 시즌 15
슈퍼탤런트 시즌 15는 2022년 9월 22일 부터 9월 26일까지 프랑스 파리에서 개최되는 슈퍼탤런트 오브 더 월드 15회 세계대회이다. 결선은 9월 26일 Pavilion Cambon에서 개최되었다. 인디아의 'Rachel Gupta'가 우승을 차지하였다.

## 시즌 16
슈퍼탤런트 시즌 16은 2023년 2월 22일 부터 2월 27일까지 프랑스 파리에서 개최되는 슈퍼탤런트 오브 더 월드 16회 세계대회이다. 결선은 2월 27일 Salle Wagrams에서 개최되었다. 체코의 'Anna Marie'가 우승을 차지하였다.

## 시즌 17
슈퍼탤런트 시즌 17은 2023년 5월 21일 부터 5월 30일까지 대한민국에서 개최되는 슈퍼탤런트 오브 더 월드 17회 세계대회이다. 결선은 5월 30일 부산국제영화제 야외극장에서 개최되었다. 폴란드의 'Paulina Starosielec'가 우승을 차지하였다.

## 시즌 18
슈퍼탤런트 시즌 18은 2023년 10월 24일 부터 11월 5일까지 일본, 한국, 베트남에서 개최되는 슈퍼탤런트 오브 더 월드 18회 세계대회이다. 결선은 11월 5일 호치민시티, 아시아나 플라자에서 개최되었다. 카자흐스탄의 'Shyrailym Barmakbay'가 우승을 차지하였다.

## 시즌 19
슈퍼탤런트 시즌 19는 2024년 5월 23일 부터 5월 30일까지 대한민국에서 개최되는 슈퍼탤런트 오브 더 월드 19회 세계대회이다. 결선은 5월 30일 서울 Grand Hill Convention에서 개최되었다. 일본의 'Nao Matsumura'가 우승을 차지하였다.

## 시즌 20
슈퍼탤런트 시즌 20은 2024년 8월 20일 부터 8월 31일까지 대한민국에서 개최되는 슈퍼탤런트 오브 더 월드 20회 세계대회이다. 결선은 8월 31일 강원도 [[평창알펜시아리조트]]에서 개최되었다. 라트비아의 'Meldra Rosenberg'가 우승을 차지하였다.

## 시즌 21
슈퍼탤런트 시즌 21은 2024년 9월 20일 부터 9월 23일까지 프랑스 파리에서 개최되는 슈퍼탤런트 오브 더 월드 21회 세계대회이다. 결선은 9월 23일 파리 The Westin Paris – Vendôme에서 개최되었다. 라트비아의 'Meldra Rosenberg'가 우승을 차지하였다.

## 같이 보기
- 슈퍼탤런트 패션위크
- 슈퍼탤런트 키즈패션위크
- 브리튼스 갓 탤런트
- 아메리칸 아이돌